# بالی بلان
بالی بلان (انگلیسی: Bully Buhlan؛ ۳ فوریه ۱۹۲۴ – ۷ نوامبر ۱۹۸۲) خوانندگی، موسیقی‌دان، هنرپیشه اهل آلمان بود. ملکه آرنا از جمله فیلم‌های است که بالی بلان در آن به ایفای نقش پرداخته است.